# Судоходные реки России
Систематический перечень судоходных рек России (с водохранилищами) составлен на основе перечня внутренних водных путей Российской Федерации. Формирование перечня проходило по принципу: океан — море — река — приток реки — приток притока и так далее. Если река указана и в основных и в дополнительных судовых ходах, в списке указывается только основные судовые хода. Протоки и рукава указаны только для основных ходов.

## Атлантический океан

### Балтийское море
- Неман — 100 км, посёлок Пограничный — начало протоки Северная
  - Шешупе — 7 км, посёлок Лесное — устье
- Матросовка — 44 км, Неман — устье
- Немонин — 14 км, Малый Калининградский мост — устье
  - Ржевка — 21 км, пос. Гастеллово (Славское городское поселение) — устье
    - Луговая — 6 км, река Оса — устье

  - Головкинский канал — 19 км, пос. Зелёный — устье
- Дейма — 37 км, исток — устье
- Преголя — 109 км, Новая Деревня — город Калининград
  - Старая Преголя — 22 км, исток — город Калининград
- Нарва (Нарова) — 13 км, город Ивангород — устье
  - Россонь — 26 км, исток — устье
  - Нарвское водохранилище — 41 км, город Сланцы — Нарвская ГЭС
  - Чудское озеро
    - Желча — 31 км, посёлок Ямм — устье
    - Гдовка — 3 км, город Гдов — устье
    - Самолва — 2 км, деревня Самолва — устье
    - Псковское озеро (соединяется с Чудским озером через Тёплое озеро)
      - Теребищенка — 4 км, деревня Теребище — устье
      - Чёрная — 18 км, посёлок Балахоновский — устье
      - Великая — 34 км, дер. Пристань — устье
        - Каменка — 6 км, дер. Логозовичи — устье
        - Черёха — 2 км, деревня Луковка — устье
- Луга — 2 участка: 98 км, 207 км от устья — деревня Большой Сабск, и 58 км, город Кингисепп — устье
  - Россонь см. выше

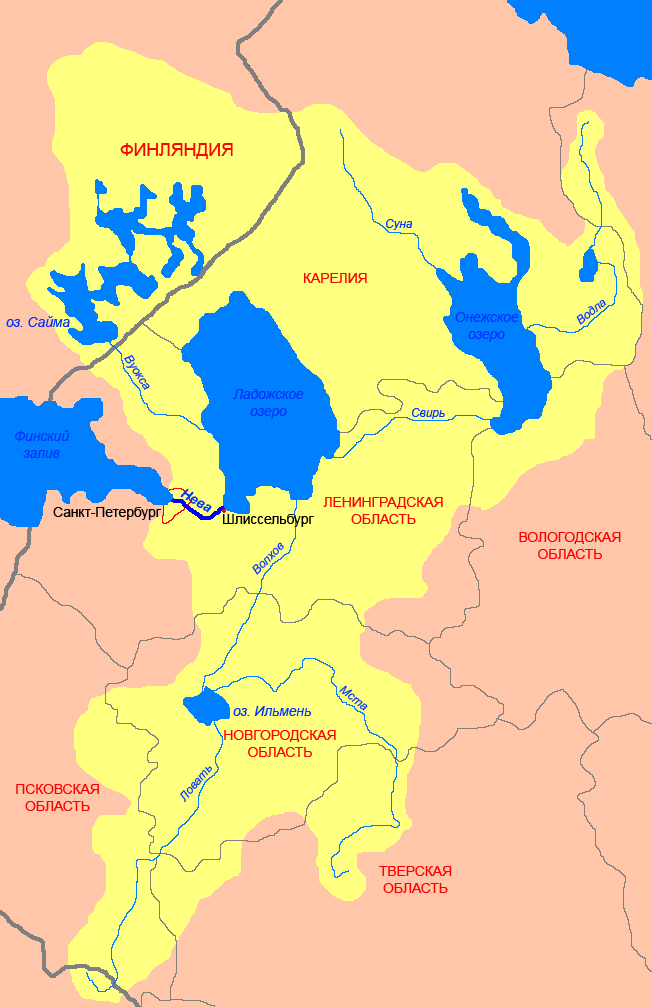

- Нева — 70 км, Шлиссельбург — Санкт-Петербург
  - Малая Нева — 2 км, исток — Тучков мост
  - Большая Невка — 8 км, исток — остров Елагин
  - Средняя Невка — 3 км, исток — Гребной канал
  - Малая Невка — 4 км, исток — Петровский мост
  - Ижора — 10 км, город Колпино — устье
  - Ладожское озеро
    - Сясь — 19+4 км, пос. Колчаново — Новосясьский канал — устье
    - Волхов — 224 км, исток — устье
      - Малый Волховец — 2 км, 2 км — устье
      - Ильмень
        - Шелонь — 38 км, город Сольцы — устье
        - Ловать — 40 км, посёлок Парфино — устье
          - Полисть — 21 км, город Старая Русса — устье

        - Пола — 7 км, посёлок Городок — устье
        - Мста — 134 км, деревня Мстинский Мост — устье
          - Мстинское водохранилище — 25 км, Мстинская плотина — город Вышний Волочёк[1]
          - Вышневолоцкое водохранилище — 8 км, посёлок Здешево — город Вышний Волочёк
          - Мстинское водохранилище и Вышневолоцкое водохранилище входят в Вышневолоцкую водную систему, которая соединяет Мсту с Тверцой, притоком Волги, однако в настоящее время в перечень водных путей не включены участки по Тверце выше деревни Павловское и по Мсте ниже Мстинской плотины

    - Свирь — 222 км, посёлок Вознесенье — устье
      - Паша — 25 км, посёлок Рыбежно — устье
      - Лисья — 8 км, исток — устье
      - Онежское озеро
        - Андома — 13 км, Сорокопольская запань — устье
        - Мегра — 8 км, дер. Нижнее Понизовье — Онежский канал
        - Водла — 28 км, причал Подпорожье — устье
        - Вытегра — 64 км входит в Волго-Балтийский водный путь, соединена Мариинским каналом с Ковжей (см. ниже)

      - Беломорско-Балтийский канал соединяет Онежское озеро с Выгозером (см. ниже) и Белым морем

### Азовское море
- Кубань — 314 км, город Усть-Лабинск — устье, город Темрюк
- Протока — 133 км, исток (Кубань 125 км) — устье, посёлок Ачуево
- Дон — 1089+199+293 км, устье реки Сосна — город Калач-на-Дону — устье 132 канала — город Азов
  - Воронеж — 63 км, посёлок Рамонь — устье
  - Хопёр — 70 км, станица Слащёвская — устье
  - Северский Донец — 296 км, хутор Верхнекрасный — устье
  - Маныч — 179 км, Новоманычская дамба — устье

## Северный Ледовитый океан

### Белое море
- Нижний Выг, Беломорско-Балтийский канал — 220 км, пос. Повенец (шлюз № 1) — г. Беломорск Шлюз № 19
  - Выгозеро
    - Сегежа — 25 км, причал Репные острова — устье)

  - Беломорско-Балтийский канал соединяет Выгозеро с Онежским озером (см. выше)
- Кемь — 10 км, г. Кемь — устье

- Северная Двина — 664 км, слияние рек Юг и Сухона — устье протоки Уемлянка (в реестре реки Уйма)
  - Сухона — 548 км, шлюз Знаменитый — устье (слияние с р. Юг)
    - Кубенское озеро
      - Уфтюга — 29 км, село Бережное — устье)
      - Кубена — 21 км, посёлок Высокое (в перечне внутренних водных путей РФ Высоковское) — устье)

    - Вологда — 27 км, город Вологда — устье)
    - Лежа — 23 км, деревня Лобково — устье)

  - Юг — 358 км, город Никольск — устье (слияние с р. Сухона)
    - Луза — 211 км, 211 км — устье

  - Вычегда — 935 км, село Вольдино — устье
    - Сысола — 332 км, село Койгородок — устье
    - Вишера — 62 км, село Богородск — устье
      - Нившера — 58 км, село Нившера — устье

    - Локчим — 154 км, Лопыдино — устье
    - Вымь — 172 км, Божъюдор — устье

  - Уфтюга — 72 км, посёлок Куликово — устье
  - Вага — 256 км, устье Устья — устье
    - Устья — 14 км, село Благовещенское — устье

  - Емца — 10 км, село Емецк — устье
  - Пинега — 654 км, деревня Согра — устье
  - Дельта Северной Двины — всего 47 километров путей
- Кулой с каналом Кулой — Пинега — 208 км, деревня Кулогоры — село Долгощелье
  - Немнюга — 37 км, деревня Совполье — устье
  - Сояна — 17 км, деревня Сояна — устье
- Онега — 155 км, деревня Прошково (в перечне внутренних водных путей РФ Городок) — село Порог
  - Свидь и озеро Лача — 100 км, деревня Горка Каргопольского муниципального округа, рядом с Капово — Каргополь
- Лодьма — 24 км, деревня Часовенская — устье
- Мезень — 561 км, село Кослан — территория (деревня) Белый Нос
  - Вашка — 85 км, деревня Кеба — устье
  - Пёза — 301 км, деревня Сафоново — устье
  - Мезенская Пижма — 73 км, деревня Шегмас — устье

### Баренцево море

- Печора — 1541 км, село Усть-Унья — город Нарьян-Мар
  - Илыч — 81 км, деревня Еремеево (Коми) — устье
  - Уса — 270 км, село Петрунь — устье
    - Колва — 330 км, посёлок Хорей-Вер — устье
    - Адзьва — 50 км, посёлок Харута — устье

  - Ижма — 82 км, село Ижма — устье
  - Нерица — 10 км, село Нерица — устье
  - Пижма — 11 км, хутор Васина изба — устье
  - Цильма — 59 км, село Трусово — устье
  - Сула — 133 км, село Коткино — устье

### Карское море

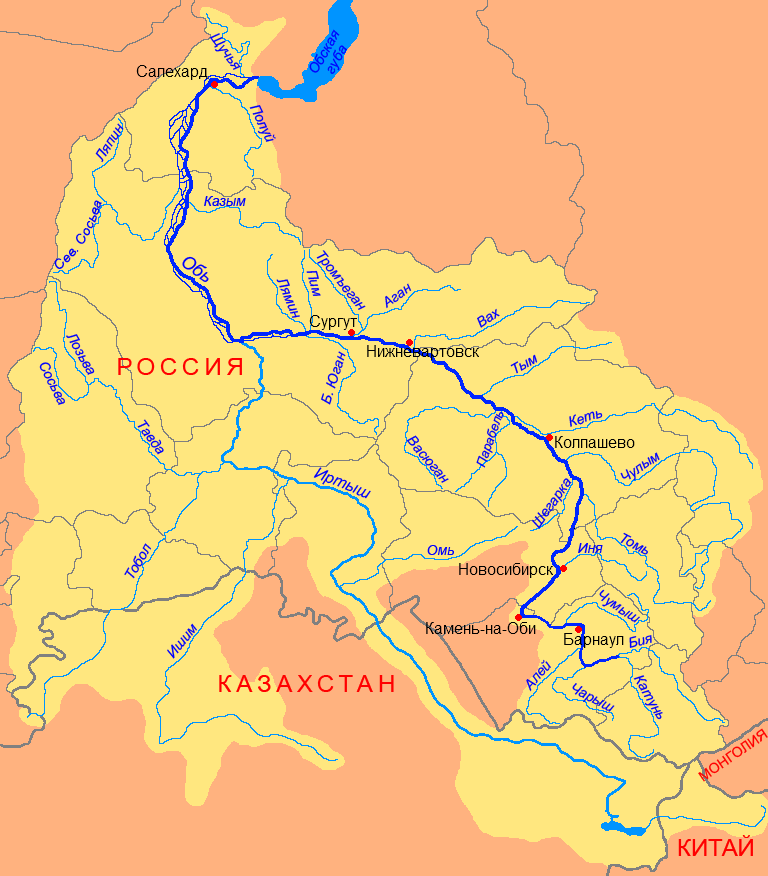

- Обь — судоходна по всей длине 3619 км (1924 + 910 + 234 + 252 + 205 + 94 исток — остановочный пункт Соснино — остановочный пункт Перегрёбное — протока Нюрик — остров Пароходский — остров Большие Яры — Надымская Обь) от слияния Бии и Катуни до Надымского бара (входной буя) в устье.
  - Иртыш — судоходен на всей территории России, 2048 км от границы с Казахстаном[2] до устья
    - Тара — 365 км, село Кыштовка — устье
    - Ишим — 211 км, село Викулово — устье
    - Тобол — 255 км, деревня Карбаны — устье
      - Тура — 325 км, село Туринская Слобода — устье
      - Тавда — 725 км, исток (слияние рек Лозьвы и Сосьвы) — устье
        - Сосьва — 167 км, посёлок Сосьва — устье (слияние с Лозьвой)
        - Лозьва — 219 км, посёлок Понил — устье (слияние с Сосьвой)
        - Пелым — 185 км, деревня Шантальская — устье

    - Конда — 685 км, посёлок Мулымья (посёлок) — устье
      - Ах — посёлок Дальний — устье (через озёра Сатыгинский Туман, Среднесатыгинский Туман и Леушинский Туман)

  - Малая Обь — 483 км — от посёлка Перегрёбное до острова Пароходский
    - Протока Нарыкарская — 4 км, от деревни Нижние Нарыкары до 799 км от устья Малой Оби
    - Северная Сосьва — 660 км, от села Няксимволь до устья
      - Ляпин — 163 км, от села Саранпауль до устья
      - Малая Сосьва — 120 км, от посёлка Светлый до устья

    - Протока Вайсова — 18 км, от 700 км от устья Малой Оби до 36 км от устья Северной Сосьвы
    - Сыня — 90 км, от села Овгорт до устья
    - Протока Шурышкарская — 3 км, от села Шурышкары до 388 км Малой Оби
    - Протока Кочегатка — 11 км, от 549 км Малой Оби до 534 км Малой Оби

  - Протока Нюрик — 24 км — судоходна на всей длине
  - Хаманельская Обь — 111 км, от острова Большие Яры до 34 км от устья
  - Протока Большая Неречинская — 37 км, от 73 км Хаманельской Оби до 52 км Надымской Оби
  - Протока Звягинское Зерло — 41 км, от 41 км. Надымской Оби до устья реки Надым
  - Протока Вартовская Обь — 13 км, от Нижневартовска до 1694 км от устья Оби
  - Протока Чёрная — 10 км, от 1480 км от устья Оби до 1470 км от устья Оби
  - Протока Юганская Обь — 210 км, от 1513 км от устья Оби до 1350 км от устья Оби
    - Большой Юган — 165 км до устья
      - Протока Старица — 4 км, от 64 км от устья Большого Югана до 60 км от устья Большого Югана

  - Вах — 432 км до устья
    - Протока Сабунская — 6 км, село Ларьяк — устье
    - Коликъёган (Колекъеган) — 253 км, причал Подбаза — устье

  - Протока Покур — 5 км, село Покур — 1618 км от устья Оби
  - Протока Локосовская — 4 км, село Локосово — 1571 км от устья Оби
  - Тромъёган — 235 км, деревня Русскинская — протока Лагарма
  - Протока Лагарма — 9 км, 65 км от устья Тромъёгана — 1548 км от устья Оби
  - Протока Большая Салымская — 66 км, от 1326 км от устья Оби до 1264 км от устья Оби
    - Большой Салым — 110 км до устья
      - Протока Большая Юганская — 180 км, от 90 км от устья Юганской Оби до 16 км от устья Большого Салыма

  - Пим — 80 км до устья
  - Лямин — 170 км до устья
  - Протока Сытоминка — 30 км, от 1347 км от устья Оби до 1322 км от устья Оби
  - Протока Мулка — 3 км, от Мегиона до 1657 км от устья Оби
  - Протока Синдыкова — 3 км, от 1281 км от устья Оби до села Селиярово
  - Назым — 42 км, от села Кышик до устья
  - Протока Ендырская — 55 км, от 1145 км от устья Оби до Протоки Горной
  - Протока Алешкинская — 50 км, от 905 км от устья Оби до 875 км от устья Оби
  - Казым — 180 км, от посёлка Верхнеказымский до устья
  - Полуй — 202 км до устья
  - Собь — 5 км, от села Катравож до устья
  - Катунь — 28 км, от Бийского гравийно-песчаного карьера до устья (слияния с Бией)
  - Бия — 225 км, от села Турочак до устья (слияния с Катунью)
  - Малая Обь[вд] — 16 км, от устья Щучьей до 164 км от устья Оби
    - Щучья — 22 км, от посёлка Белоярск до устья

  - протока Шамопосл — 7 км, от города Лабытнанги до 285 км от устья Оби
  - протока Карантинская — 1 км, от устья протоки Шамопосл до 285 км от устья Оби
  - Чарыш — 80 км, от села Усть-Калманка до устья
  - Бердь — 34 км, от города Искитим до устья
  - Чаус — 4 км, от села Скала до устья
  - Томь — 643 км, от устья реки Мрассу до устья
  - Чулым — 897 км до устья
    - Кия — 13 км, от посёлка Красноярка (в реестре водных путей РФ Красноярский рейд) до устья

  - Чая — 172 км, от села Усть-Бакчар до устья
  - Кеть — 705+87 км (Кеть и Кеть Копыловская в реестре водных путей РФ) до устья
    - Пайдугина — 182 км, от нежилого села Берёзовка до устья

  - Парабель — 225 км, от устья реки Чузик до устья
    - Чузик — 210 км, от села Пудино до устья
    - Кёнга — 122 км, от бывшего посёлка Центральный Бакчарского района до устья

  - Васюган — 593 км, от села Новый Васюган до устья
    - Нюролька — 60 км, от села Мыльджино до устья

  - Тым — 560 км, от бывшего посёлка Ванжилькынак (в реестре водных путей РФ Ваньжинль-Кынак) Каргасокского района до устья
- Надым — 123 км, от города Надым до устья
- Пур — 400 км, от истока (слияние рек Пякупур и Айваседапур) до устья
  - Пякупур — 80 км до устья (слияния с Айваседапуром)
  - Айваседапур — 171 км до устья (слияния с Пякупуром)
    - Еркалнадейпур — 113 км, от села Халясавэй до устья
- Таз — 798 км, от посёлка Толька до устья
- Антипаётаяха (Широкая) — 16 км, от посёлка Антипаюта до устья

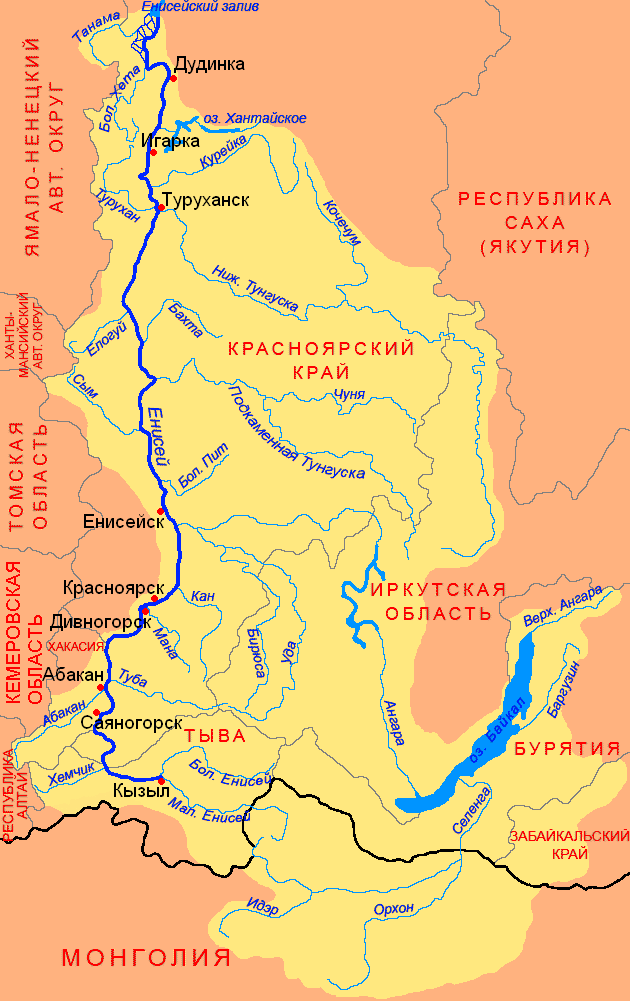

- Енисей — 2961 км, от города Кызыл до порта Дудинка
  - Большой Енисей (Бий-Хем) — 285 км, от села Тоора-Хем до устья (слияния с Малым Енисеем)
  - Малый Енисей (Ка-Хем, Кызыл-Хем, Шихшид-Гол) — 142 км, от посёлка Эржей до устья (слияния с Большим Енисеем)
  - Ангара — 54+470+281+95+726 км, исток — Иркутская ГЭС + Братское водохранилище + Усть-Илимское водохранилище + Усть-Илимская ГЭС — несуществующиё ныне посёлок Едарма Усть-Илимского района — устье
    - Братское водохранилище — 470 км Ангарская трасса
      - Оса, залив Оса — 44 км до основного судового хода Братского водохранилища
        - Обуса, залив Обуса — 11 км до устья
        - Усть-Улей, залив Улей — 4 км до устья

      - Унга, залив Унга — 32 км до основного судового хода Братского водохранилища
      - Уда, залив Уда — 24 км до основного судового хода Братского водохранилища
      - Ока, Окская трасса — 333 км до Ангарской трассы
        - Ия, Ийская трасса — 138 км до Окской трассы

    - Усть-Илимское водохранилище — 281 км Ангарская трасса
      - Илим, Илимская трасса — 210 км до Ангарской трассы

    - Тасеева — 15 км, от деревни Кандаки до устья
    - озеро Байкал — всего 2356,6 км судоходных трасс
      - Селенга — 274 км, от устья реки Чикой до устья
      - Баргузин — 138 км, от улуса Элэсун до устья
      - Верхняя Ангара — 214 км, от посёлка Уоян до устья

  - Большой Пит — 183 км, от посёлка Брянка до устья
  - Сым — 140 км до устья
  - Кас — 120 км до устья
  - Елогуй — 170 км, от села Келлог до устья
  - Турухан — 288 км, от села Янов Стан до устья
  - Курейка — 88 км, от посёлка Светлогорск до устья
  - Подкаменная Тунгуска — 1146 км, от села Ванавара до устья
    - Вельмо — 220 км до устья

  - Нижняя Тунгуска — 1154+957 км, от посёлка Кислокан до устья и от Подволошино до Наканно
    - Непа — 532 км, от села Токма до устья

  - Хантайка — 63 км, от посёлка Снежногорск до устья
  - Большая Хета — 46 км, от несуществующего посёлка Семёновский (недалеко от Тухарда) до устья

### Море Лаптевых

- Анабар — 242 км, село Саскылах — мыс Хорго
- Оленёк — 921 км, метеостанция Сухана — Усть-Оленёк (в перечне внутренних водных путей РФ Усть-Оленск)
- Лена — 4125 км, посёлок Качуг — Быков мыс
  - Киренга — 438 км, село Карам — устье
  - ← Чая
  - Витим — 515 км до устья
    - Мама — 110 км, устье реки Брамья — устье

  - Пеледуй (река) — 71 км до устья
  - Нюя — 146 км, село Беченча — устье
  - Олёкма — 406 км, устье реки Енюка — устье
    - Чара — 416 км, устье реки Жуя — устье
      - Жуя — 246 км, посёлок Светлый — устье
      - Токко — 131 км, село Тяня — устье

  - Алдан — 1743 км, село Хатыстыр — устье
    - Учур — 159 км, метеостанция Чульбю — устье
    - Мая — 552 км, село Нелькан — устье
      - Юдома — 271 км, устье реки Буш — устье

    - Амга — 472 км, село Покровка — устье

  - Лунгха — 72 км, устье реки Садах[вд](в перечне внутренних водных путей РФ Саадах) — устье
    - Садах[вд] — 30 км, база Сого в 18 км к северу от села Кобяй — устье

  - Вилюй — 1343 км, посёлок Чернышевский — устье
    - Марха — 984 км, устье реки Далдын — устье
    - Тюнг — 273 км, село Кюбяинде — устье
    - Вилюйское водохранилище — всего 1000 км судоходных трасс
    - Чона — 400 км до устья

  - Муна — 100 км до устья
  - Оленёкская протока — 229 км, Остров Столб — остановочный пункт Ыстаннах-Хочо
- Яна — 874 км, слияние рек Сартанг и Дулгалах — устье, мыс Уэдей
  - Сартанг — 110 км до устья (слияния с Дулгалахом)
  - Дулгалах — 174 км до устья (слияния с Сартангом)
  - Адыча[3] — 223 км, бывшее село Ойун-Хомото — устье
  - Бытантай — 120 км, бывшее село Кубалах — устье
- Чондон — 184 км от села Тумат до устья (в перечне внутренних водных путей РФ входит в путь протока Самандон — протока Малый Самондон — переходные протоки — река Чондон длиной 341 км)

### Восточно-Сибирское море
- Индигирка — 1134 км, село Хонуу — бывший посёлок Немково (метеостанция закрыта)
- Колыма — 1493 км, посёлок Усть-Среднекан — посёлок Черский
  - Ясачная — 55 км, село Нелемное — устье
  - Олой — 384 км до устья
  - Анюй 8 км от устья Малого Анюя до устья[4]
    - Малый Анюй 102-8 км от села Анюйск до устья[4]

## Тихий океан

### Охотское море

- Амур — 2818 км, от истока (слияние Аргуни и Шилки) до города Николаевск-на-Амуре
  - Шилка — 559 км, от истока (слияние Ингоды и Онона) до устья (слияния с Аргунью)
    - Ингода — 301 км, от села Новая Кука до устья (слияния с Ононом)
    - Нерча — 12 км, город Нерчинск — устье

  - Аргунь — 428 км, от села Олочи до устья (слияния с Шилкой)
  - Зея — 650 км, город Зея — устье
    - Селемджа — 146 км, село Норск — устье
    - Зейское водохранилище — 203 км, село[5] Бомнак — Зейская ГЭС

  - Бурея — 174 км, посёлок Талакан — устье
  - Уссури — 455 км до села Казакевичево в устье
    - Большая Уссурка (Иман) — 7 км, город Дальнереченск — устье
    - Бикин — 3 км, село Васильевка — устье

  - Тунгуска — 90 км, от истока (слияние рек Кур и Урми) до устья
    - Кур — 117 км, село Иванковцы — устье

  - Амгунь — 330 км, Село имени Полины Осипенко — устье

## Бассейны внутренних водоёмов

### БассейнКаспийского моря

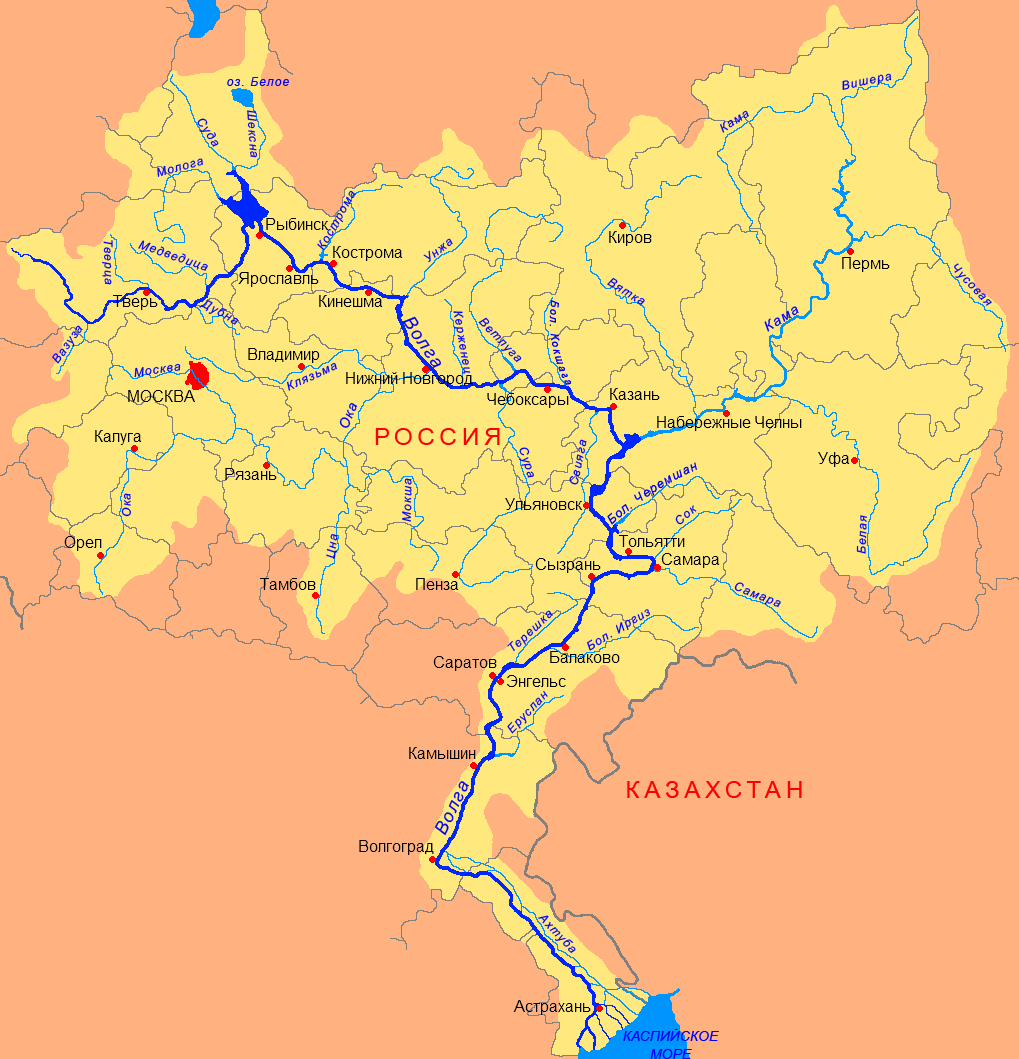

- Волга — 589+2604 км, город Ржев — пристань Колхозник — Бертюль (Красные Баррикады)
  -     - Вышневолоцкое водохранилище — 8 км, посёлок Здешево — город Вышний Волочёк

Вышневолоцкое водохранилище входят в Вышневолоцкую водную систему, которая соединяет Тверцу с Мстой бассейна Невы, однако в настоящее время в перечень водных путей не включены участки по Тверце выше деревни Павловское и по Мсте ниже Мстинской плотины
- - Шоша — 34 км, пристань Кабаново — устье
  - Донховка — 2 км, город Конаково — устье
  - Созь — 12 км, посёлок 1-е Мая — устье
    - Сосца — 2 км, город Головино — устье

  - Дубна — 6 км, город Дубна — устье
  - Кимрка — 3 км, пристань Шутово — устье
  - Хотча — 10 км, причал Дровяной склад — устье
  - Медведица — 33 км, деревня Лужки — устье
    - Большая Пудица — 5 км, пристань Неклюдово — устье
    - Малая Пудица — 19 км, пристань Устиново — устье

  - Нерль — 38 км, село Нерль (Троица-Нерль) — устье
  - Кашинка — 19 км, город Кашин — устье
  - Жабня — 18 км, пристань Родионово — устье
  - Пукша — 5 км, пристань Воздвиженское — устье
  - Мимошня — 4 км, пристань Родионово — устье
  - Скоморошка — 1 км, пристань Прилуки — устье
  - Юга
  - Молога — 80 км, верфь имени Желябова — город Весьегонск
    - Сить (через Рыбинское водохранилище) — 22 км, пристань Покровское на Сити — пристань Брейтово

  - Юхоть — 16 км, пристань Медведково — Судовой ход № 65 (Волга)
  - Рыбинское водохранилище — всего 494 км
  - Шексна входит в Волго-Балтийский водный путь — 128 км
    - Ковжа (река, впадает в Белое озеро) входит в Волго-Балтийский водный путь, соединена Мариинским каналом с Вытегрой (см. выше)
      - Кема — 4 км, причал Новокемский — устье

    - Ковжа (приток Шексны) — 10 км, причал Камешник — устье
    - Ягорба — 9 км, причал № 8 — Первомайский мост
    - Колоденка, Кондаша[6] (Кондашский залив Рыбинского водохранилища) — 20 км, пристань Степаново — судовой ход № 63
    - Суда — 22 км, Торовские створы — пос. Кривец
    - Сизьма — 15 км, причал Талицы — устье
    - Согожа — 13 км, пристань Бабки (Бабка) — город Пошехонье
    - Ухра (Рыбинское водохранилище) — 24 км, карьер Лапушка — судовой ход № 62

  - Сутка — 10 км, пристань Верхне-Никульское — судовой ход № 65
  - Кострома — 122 км, посёлок Малавино — устье
  - Шача — 4 км, село Сидоровское — устье
  - Соть (через Костромские разливы Горьковского водохранилища)
  - Касть (через Костромские разливы Горьковского водохранилища)
  - Мера — 11 км, село Долматовский — устье
  - Желвата — 10 км, деревня Лужиново — устье
  - Елнать — 10 км, село Елнать — устье
  - Нёмда — 43 км, деревня Новый Березовец — устье
  - Унжа — 447 км, деревня Грушино — устье
  - Моча — 10 км, деревня Кужемячиха — устье
  - Ячменка — 13 км, грузовой причал — устье
  - Ширмакша (в Перечне Ширмокша) — 8 км, деревня Дресвищи — устье
  - Ока — 1043+58 км, город Калуга — вход в канал Сейма — устье
    - Нара — 2 км, город Серпухов — устье
    - Москва — 200 км, Гольевский ручей — устье; 8 км, излучина Серебряный Бор
    - Проня — 21 км, село Перкино — устье
    - Клязьма — 2 км, город Владимир — устье
    - канал Липня — 8 км, город Навашино — устье
    - Трубеж — 2 км, понтонный мост — устье
    - Киструсская старица — 11 км, исток (р. Ока, 589 км) — село Дегтяное
    - Юштинский ключ — 7 км, село Санское — устье
    - Старица Белое озеро — 9 км, причал Ласино — устье
    - Мокша — 156 км, село Нароватово — устье
      - Цна — 47 км, село Теньсюпино — устье

  - Верхневолжское водохранилище — 60 км, пристань Коковкино — посёлок Пено
  - Сура — 310 км, село Сара — устье
  - Ветлуга — 676 км, устье реки Вохма — устье
    - Вохма — 37 км, льнозавод (посёлок Бережок — устье

  - Свияга — 53 км, Утяково (Зеленодольский район) — устье
  - Казанка — 4 + 10 км, Ак Барс Арена[7] — Национальный культурный центр «Казань» — устье
  - Кама — 1215+201 км, посёлок Сёйва — устье реки Вятка — устье
    - Весляна — 70 км, посёлок Пельмин-Бор — устье
    - Коса — 47 км, посёлок Кордон — устье
    - Вишера — 136 км, Красновишерск — устье
      - Колва — 234 км, Петрецово — устье

    - Яйва — 15 км, рейд Камлесосплава — устье
    - Иньва — 26 км по Камскому водохранилищу, посёлок Майкор — устье
    - Косьва — 35 км, карьер — устье
    - Обва — 40 км, автомост — устье
    - Чусовая — 140 км, карьер — устье
      - Сылва — 88 км, деревня Шатово — устье

    - Нытва — 7 км, город Нытва — устье
    - Тулва — 12 км, деревня Ирьяк — устье
    - Сайгатка (Сайгатский залив Воткинского водохранилища — 6 км, город Чайковский — устье
    - Белая — 534 км, устье реки Сим — устье
      - Уфа — 377 км, деревня Усть-Аяз — устье
        - Юрюзань — 14 км, пристань Караяр — устье
        - Байка — 4 км, пристань Казаковка — устье
        - Урюш — 18 км, село Красный Урюш — устье

    - Иж — 10 км
    - Ик — 15 км, деревня Кырныш — устье
    - Вятка — 986 км, Подрезчиха — устье
      - Кобра — 90 км, Синегорье — устье
      - Чепца — 148 км, Косино — устье
      - Молома — 204 км, Суборь — устье
      - Пижма — 132 км, автомост — устье
        - Немда — 3 км, пос. Поповицы (?) — устье

      - Шошма — 7 км, город Малмыж — устье
      - Уржумка — 12 км, город Уржум — устье

    - Шешма (река) — 28 км, пристань Буденновец (Будёновец, Свердловец Нижнекамского района) — устье

  - Большой Черемшан (Черемшан) — 28 км по Куйбышевскому водохранилищу, село Никольское-на-Черемшане — устье
  - Уса — 20 км по Куйбышевскому водохранилищу, посёлок Междуреченск (Самарская область) — устье
  - Сок — 6 км от устья
  - Самара — 40 км по Саратовскому водохранилищу, пгт Алексеевка (городской округ Кинель) — устье
  - Чапаевка — 7 км по Саратовскому водохранилищу, город Чапаевск — устье
    - Кривуша — 19 км, Волга, 1747 км — Чапаевка, 15 км (см. Новокуйбышевск)

  - Безенчук — 7 км по Саратовскому водохранилищу, село Екатериновка — устье
  - Малый Иргиз — 19 км по Саратовскому водохранилищу, село Чирково — устье
    - Стерех — 13 км по Саратовскому водохранилищу, село Горяиновка — Волга

  - Большой Иргиз — 12 км от устья
  - Еруслан — 38 км по Волгоградскому водохранилищу, село Беляевка (Старополтавский район) — устье
  - Ахтуба (65+86+14 км) — 65 км, Волга, 2537 км — город Ленинск; 86 км, ерик Первый Песчаный — ерик Кирпичный; 14 км, Ахтуба, 73 км — Ахтуба, 87 км
  - Ерик Кирпичный — 14 км, река Ахтуба, 27 км — устье
  - Ерик Парашкин — 9 км, река Ахтуба, 101 км — Волга, 2855 км
  - Митинка — 13 км, ерик Кирпичный — село Речное (устье)
  - Ашулук — 6 км, Ахтуба — город Харабали
  - Дельта Волги всего 810 км